# Champdivers
Champdivers [ʃɑ̃divɛʁ] est  une commune française située dans le département du Jura, dans la région culturelle et historique de Franche-Comté et la région administrative Bourgogne-Franche-Comté.

## Géographie

### Situation
Village jurassien de la plaine du Finage, il est construit sur la rive droite du Doubs, à 14 km au sud de Dole, à 50 km à l'est de Dijon et à 50 km au nord de Chalon-sur-Saône.
D'une superficie de 745 hectares  et d'une altitude de 195 mètres, le village s'est adapté aux différents changements du cours du Doubs et à ses méandres.
| Saint-Aubin | Tavaux      | Molay                  |
|             | Champdivers | Rahon                  |
| Peseux      |             | Saint-Baraing Chaussin |

### Lieux-dits et écarts
Le lieu-dit La borde Dame Nicole situé au sud-ouest de la commune, le long de la RD 673, est situé pour moitié sur la commune de Champdivers et sur celle de Saint-Aubin.

### Géologie, relief et hydrographie
- La rivière Le Doubs traverse la commune.
- La plaine du Finage constituée d'alluvions du Doubs est sans relief, à peine boisé et s'étend depuis les abords de Dole jusque vers Saint-Aubin, Chaussin et Annoire.

### Voies de communication et transports
- La RD 673 (ancienne RN 73) qui va de Besançon à Chalon-sur-Saône longe la limite nord-ouest de la commune.

### Climat
Pour des articles plus généraux, voir Climat de la Bourgogne-Franche-Comté et Climat du département du Jura.
En 2010, le climat de la commune est de type climat des marges montargnardes, selon une étude du Centre national de la recherche scientifique s'appuyant sur une série de données couvrant la période 1971-2000. En 2020, Météo-France publie une typologie des climats de la France métropolitaine dans laquelle la commune est exposée à un climat semi-continental et est dans la région climatique Bourgogne, vallée de la Saône, caractérisée par un bon ensoleillement (1 900 h/an), un été chaud (18,5 °C), un air sec au printemps et en été et des vents faibles.
Pour la période 1971-2000, la température annuelle moyenne est de 10,6 °C, avec une amplitude thermique annuelle de 17,5 °C. Le cumul annuel moyen de précipitations est de 907 mm, avec 11,5 jours de précipitations en janvier et 8,2 jours en juillet. Pour la période 1991-2020, la température moyenne annuelle observée sur la station météorologique de Météo-France la plus proche, « Tavaux Sa », sur la commune de Tavaux à 4 km à vol d'oiseau, est de 11,7 °C et le cumul annuel moyen de précipitations est de 868,7 mm. 
La température maximale relevée sur cette station est de 40,1 °C, atteinte le 7 août 2003 ; la température minimale est de −18,2 °C, atteinte le 20 décembre 2009,,.
Les paramètres climatiques de la commune ont été estimés pour le milieu du siècle (2041-2070) selon différents scénarios d'émission de gaz à effet de serre à partir des nouvelles projections climatiques de référence DRIAS-2020. Ils sont consultables sur un site dédié publié par Météo-France en novembre 2022.

## Urbanisme

### Typologie
Au 1er janvier 2024, Champdivers est catégorisée commune rurale à habitat dispersé, selon la nouvelle grille communale de densité à sept niveaux définie par l'Insee en 2022.
Elle est située hors unité urbaine. Par ailleurs la commune fait partie de l'aire d'attraction de Dole, dont elle est une commune de la couronne,. Cette aire, qui regroupe 87 communes, est catégorisée dans les aires de 50 000 à moins de 200 000 habitants,.

### Occupation des sols
L'occupation des sols de la commune, telle qu'elle ressort de la base de données européenne d’occupation biophysique des sols Corine Land Cover (CLC), est marquée par l'importance des territoires agricoles (69,9 % en 2018), en diminution par rapport à 1990 (75 %). La répartition détaillée en 2018 est la suivante : 
terres arables (55 %), prairies (14,9 %), eaux continentales (14,2 %), zones urbanisées (6,9 %), forêts (5,7 %), mines, décharges et chantiers (3,2 %). L'évolution de l’occupation des sols de la commune et de ses infrastructures peut être observée sur les différentes représentations cartographiques du territoire : la carte de Cassini (XVIIIe siècle), la carte d'état-major (1820-1866) et les cartes ou photos aériennes de l'IGN pour la période actuelle (1950 à aujourd'hui).

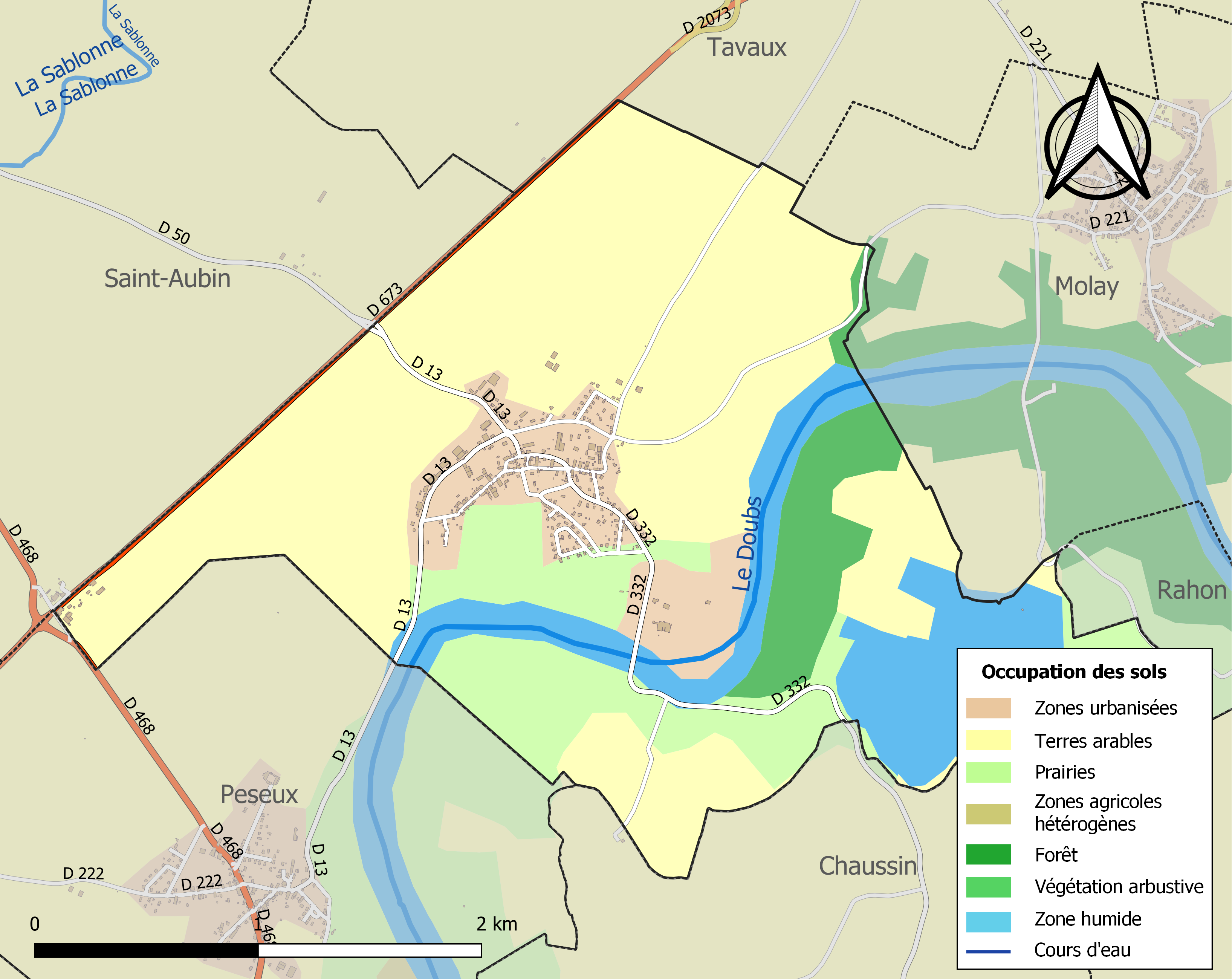
Carte des infrastructures et de l'occupation des sols de la commune en 2018 (CLC).

## Toponymie
Il s'agit d'une formation toponymique médiévale en Champ- suivi d'un élément mal déterminé qui, selon Ernest Nègre, est l'adjectif divers compris au sens d'« inconstant, mauvais, sauvage ».
Jean Brelot (historien, natif de Champdivers) considère que Champdivers pourrait avoir une origine latine aussi mais par l'expression Campus Diversus que l'on peut traduire champ à l'écart, à l'écart de la grande route Besançon - Châlon. Cette origine pourrait être corroboré par le fait que ce mot apparaît pour la première fois au XIIe siècle, époque des grands défrichements dans la région.

## Histoire
Le texte rédigé ci-dessous est inspiré du contenu du bulletin municipal publié en 2004.

### Antiquité
La civilisation gauloise puis gallo-romaine a régné sur son sol. Trois voies principales sillonnaient son territoire, l’une d’elles appelée voie Agrippa conduisait de Lyon au Rhin par Chalon-sur-Saône. Le long de ces voies anciennes, on trouve traces de l'époque gallo-romaine : vestiges de villa, des sépultures burgondes et une stèle gallo-romaine du IIe siècle.

### Moyen Âge

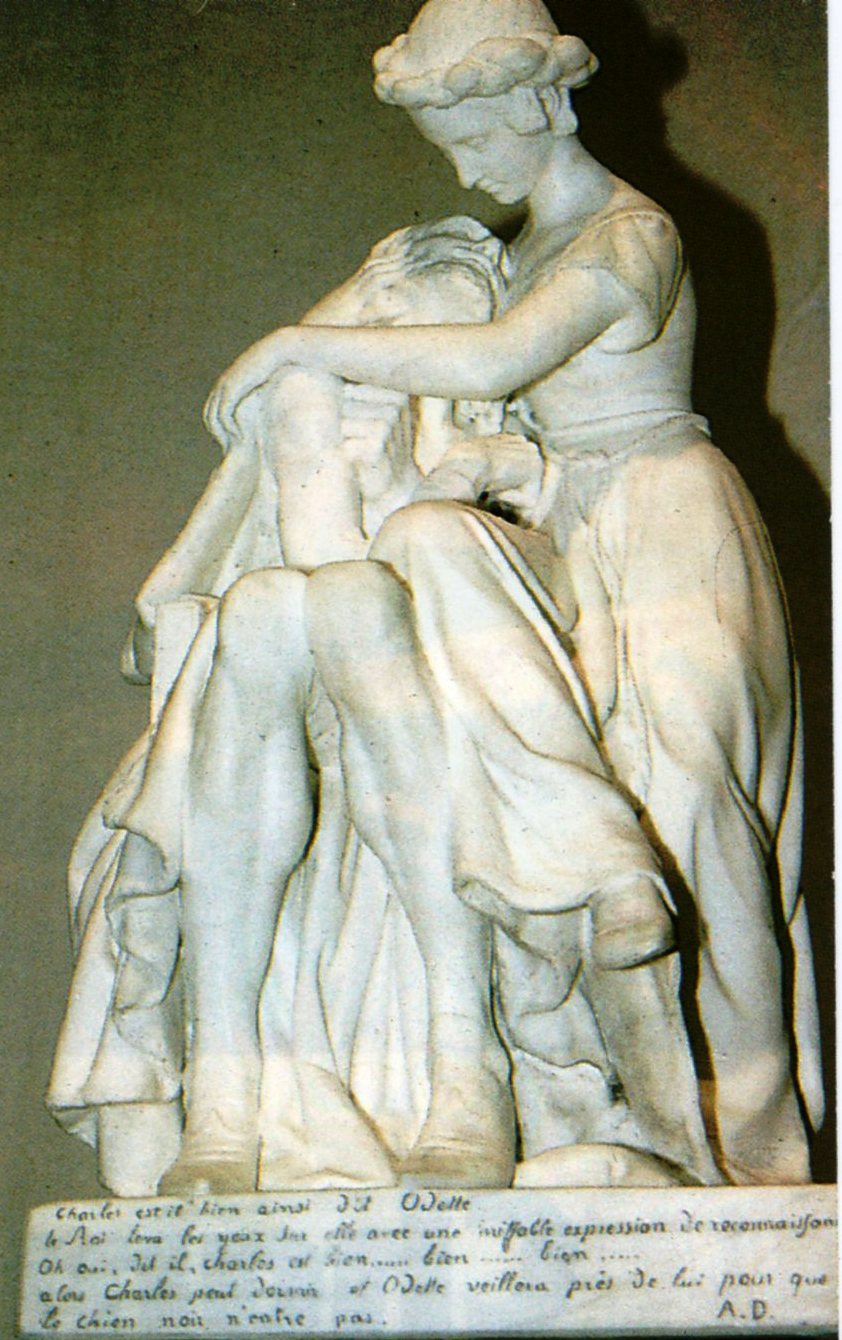
Charles VI et Odette de Champdivers.

Armes de la famille de Champdivers : d'azur au chevron d'or.

Le 20 avril 1154, le nom est mentionné en tant que lieu dans une bulle du pape Urbain IV. En 1160, Humbert le vieux de "chandeves", selon la transcription du latin, confirme une donation qu'à faite son père à l'abbaye N.D de Rosières. Dans un écrit de 1165, l'empereur Fréderic Ier en faveur de l'abbaye de Château-Chalon, énumère des donations et cite l'église de Molay et la chapelle de Champdivers (.. eclesia de Molain .. capella de Chamdevers..).
Alors que plusieurs châteaux et églises sont attestés aux XIe et XIIe siècles à Molay, Chaussin et Neublans, Champdivers n'est nommé qu'avec une chapelle. Cette seigneurie de Champdivers  qui vient s'installer sur cette « motte » était probablement une branche cadette de la maison de Longwy. Toutes les familles féodales de cette basse vallée descendent les unes des autres, et ont toutes comme origine certainement la famille de Neublans,.
Tout au long des XIIIe et XIVe siècles, apparaît dans des documents le nom de Champdivers. Guy de Champdivers, seigneur de Vaux, est cité en 1287, en 1309, Renaud de Champdivers est notaire de l'officialité de Besançon. En 1328, Pierre de Champdivers est prieur du prieuré de la Motte. Odette de Champdivers (1390 – 1425), favorite du roi Charles VI, est la sœur d'Henri de Champdivers, marié à Jeanne de Toulongeon (1382-1419), veuve de Tristan de Montholon, commandant de la cavalerie des ducs de Brabant et de Bourgogne, le 25 octobre 1415, à la bataille d'Azincourt, où il est tué. Elle a aussi comme frère Odinet de Champdivers, chevalier, qui en l'an 1394 suivit Philippe le Hardi lors de son voyage en Bretagne. Guyot ou Guillaume de Champdivers, un autre de ses frères, est mentionné en septembre 1391 dans les comptes royaux comme l'un des pages ou écuyers qui servaient en l'hôtel de la reine, Isabeau de Bavière.
En 1407, Guyot de Champdivers reparaît, auprès du duc de Bourgogne, comme écuyer panetier avec deux cents livres de pension. Ce même Guillaume de Champdivers s'attache à la cause de Jean sans Peur, puis de Philippe le Bon. Il sert ses deux princes avec le titre de conseiller du roi et du duc dans les affaires les plus importantes notamment de 1413 à 1425 environ.
Jusqu'en 1477, les seigneurs de Champdivers sont les vassaux des ducs de Bourgogne, ils habitent un manoir qui sera détruit en 1477 par Louis XI de France. Jean II, fils de Guillaume II, voit la seigneurie de Champdivers confisquée par le roi de France à la suite de la guerre de 1477-1479 qui l'opposait au duc de Bourgogne.
Nicolas de Cicon, seigneur de Ransonnières en Haute-Marne, épousa Marguerite, fille de Jean II, en 1534. Ils vécurent à Champdivers au vieux château de la Motte. Ils connurent des soucis d'argent qui les contraindront à vendre une partie des terres.

Claude de Cicon (1560-1573) fit réaliser un énorme terrier (registres des propriétés), le premier qui fut conservé.

De 1560 à 1630, la seigneurie décline, son château est ruiné et abandonné, les revenus de ses terres s'amenuisent et la descendance de la famille de Cicon se dispute les biens et accumule les dettes.

### Époque Moderne
En 1635, la seigneurie de Champdivers est rachetée par une famille bourgeoise, anoblie de Besançon : les Buson.

#### guerre de Dix Ans(1636-1644)
Cette période de d'histoire est surement une des plus douloureuses pour Champdivers. Pendant cette guerre opposant les Français aux Franc-comtois, le village connait la destruction de la maison paroissiale, de la chapelle et de son château. À cette période de guerre, les pestes et les crues du Doubs ont décimé la population. En 1651, il ne reste que dix familles et une enquête de 1657 indique 45 habitants.

#### Le village se relève et prospère
De nouveaux habitants vinrent s'installer au village. En 1647, Claude Antoine Louis Buson replace la seigneurie sous l'influence du comté de Bourgogne. Les Buson, installés à Dole, furent de véritables rentiers du sol. Ils relèveront la seigneurie et l'administreront jusqu'à la Révolution.

### Époque contemporaine
À la Révolution, Mme Vve Hugues Gabriel Buson émigra en Suisse avec son fils. Ce n’est qu’après les événements de 1789 que l’ancienne communauté a été remplacée par la commune pourvue d’une assemblée communale et, à partir de l’époque napoléonienne, d’un maire, nommé par le pouvoir exécutif (le premier fut P.F. Mittaine). Il faudra attendre 1882 pour que le maire soit élu au sein du conseil municipal. Tous les biens de la famille Buson sont vendus et rachetés presque en totalité par les habitants. De retour en France, les héritiers Buson ne récupéreront en 1825 qu'une petite partie de cette vente.

## Politique et administration
Située dans le canton de Tavaux, Champdivers est une commune de la communauté d'agglomération du Grand Dole.

### Liste des maires

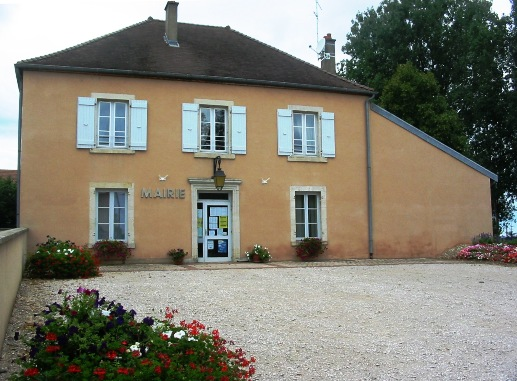
La mairie est installée dans l'ancien presbytère depuis 1997.

| Période | Période  | Identité                | Étiquette | Qualité |
| ------- | -------- | ----------------------- | --------- | ------- |
| 1793    | 1821     | Pierre F Mittaine       | SE        |         |
| 1821    | 1821     | Joseph Brelot           | SE        |         |
| 1822    | 1831     | Claude F Mittaine       | SE        |         |
| 1831    | 1834     | Jean C Garnier          | SE        |         |
| 1834    | 1837     | Pierre F Mariotte       | SE        |         |
| 1837    | 1841     | Claude F Mittaine       | SE        |         |
| 1841    | 1846     | Félix Mittaine          | SE        |         |
| 1846    | 1846     | Abel Brelot             | SE        |         |
| 1847    | 1848     | Louis Brelot            | SE        |         |
| 1848    | 1855     | Jean Baptiste Daubigney | SE        |         |
| 1855    | 1855     | Germain Charcuset       | SE        |         |
| 1856    | 1870     | Ferréol Troly           | SE        |         |
| 1870    | 1871     | Séraphin Garnier        | SE        |         |
| 1871    | 1872     | Ferréol Troly           | SE        |         |
| 1872    | 1872     | Séraphin Garnier        | SE        |         |
| 1873    | 1873     | Victor Brelot           | SE        |         |
| 1873    | 1879     | Ferréol Troly           | SE        |         |
| 1879    | 1880     | Victor Brelot           | SE        |         |
| 1880    | 1884     | Émile Auburtin          | SE        |         |
| 1884    | 1886     | Marcel Daubigney        | SE        |         |
| 1887    | 1891     | Victor Brelot           | SE        |         |
| 1892    | 1895     | Léon Brelot             | SE        |         |
| 1896    | 1911     | Louis Clairotte         | SE        |         |
| 1912    | 1919     | Auguste Daubigney       | SE        |         |
| 1919    | 1928     | Léon Bongain            | SE        |         |
| 1928    | 1934     | Gabriel Clairotte       | SE        |         |
| 1934    | 1941     | Joseph Garnier          | SE        |         |
| 1941    | 1945     | Gaston Daubigney        | SE        |         |
| 1945    | 1958     | Gabriel Clairotte       | SE        |         |
| 1958    | 1975     | Bernard Daubigney       | SE        |         |
| 1975    | 1982     | Fernand Clairotte       | SE        |         |
| 1982    | 1989     | Nestor Garnier          | SE        |         |
| 1989    | 2004     | Jean Meugin             | SE        |         |
| 2004    | 2014     | Fernand Garnache        | SE        |         |
| 2014    | En cours | Olivier Meugin          | SE        | [ 21 ]  |

## Population et société

### Démographie
L'évolution du nombre d'habitants est connue à travers les recensements de la population effectués dans la commune depuis 1793. Pour les communes de moins de 10 000 habitants, une enquête de recensement portant sur toute la population est réalisée tous les cinq ans, les populations de référence des années intermédiaires étant quant à elles estimées par interpolation ou extrapolation. Pour la commune, le premier recensement exhaustif entrant dans le cadre du nouveau dispositif a été réalisé en 2005.

En 2022, la commune comptait 445 habitants, en évolution de +2,77 % par rapport à 2016 (Jura : −0,81 %, France hors Mayotte : +2,11 %).
| 1793 | 1800 | 1806 | 1821 | 1831 | 1836 | 1841 | 1846 | 1851 |
| ---- | ---- | ---- | ---- | ---- | ---- | ---- | ---- | ---- |
| 386  | 417  | 449  | 433  | 535  | 488  | 427  | 439  | 395  |

| 1856 | 1861 | 1866 | 1872 | 1876 | 1881 | 1886 | 1891 | 1896 |
| ---- | ---- | ---- | ---- | ---- | ---- | ---- | ---- | ---- |
| 410  | 400  | 400  | 360  | 372  | 363  | 314  | 324  | 319  |

| 1901 | 1906 | 1911 | 1921 | 1926 | 1931 | 1936 | 1946 | 1954 |
| ---- | ---- | ---- | ---- | ---- | ---- | ---- | ---- | ---- |
| 301  | 295  | 253  | 207  | 214  | 195  | 204  | 213  | 201  |

| 1962 | 1968 | 1975 | 1982 | 1990 | 1999 | 2005 | 2006 | 2010 |
| ---- | ---- | ---- | ---- | ---- | ---- | ---- | ---- | ---- |
| 257  | 264  | 243  | 385  | 403  | 435  | 441  | 440  | 439  |

| 2015 | 2020 | 2022 | - | - | - | - | - | - |
| ---- | ---- | ---- | - | - | - | - | - | - |
| 434  | 442  | 445  | - | - | - | - | - | - |

Jusqu'au XXe siècle la population habitait des maisons en pierres recouvertes de chaume. Le sol fertile, protégé des crues du Doubs par des digues, produit des légumes et des céréales vendus sur les marchés de Dole.
La population est regroupée dans des hameaux : La Borde de Dame Nicole, par exemple.
Population :
- 1688 - 243 habitants,	dont 121 domestiques
- 1790 - 403 habitants

### Relevés des registres et EC de la commune
L'A.G.R.R. a été créée en 1996.
Ses membres se sont donné pour objectif de relever les actes de registres paroissiaux et d'état civil des communes du Jura. Finalement, 137 communes ont fait l'objet de ces relevés.
Faute de renouvellement de ses membres, et avec l'arrivée de la numérisation des actes aux archives départementales,  l'association a été dissoute en 2018.
Les relevés de la commune sont disponibles de 1664 à 1804.
- Relevés des registres paroissiaux sur le site de l'AGRR

## Économie
Au XVIIe siècle, le village est marqué par les guerres, après la guerre de Dix Ans, le village se releva, la population se reconstitua vite et connut pendant tout le XVIIIe siècle une réelle prospérité. La population dépasse 300 habitants.
Aux XIXe et XXe siècles, quatre phases se distinguent dans l’évolution démographique : accroissement jusqu’en 1831, décadence lente puis rapide de 1831 à 1931 (défaut de rentabilité de la terre et révolution agricole), reprise de 1931 et accroissement rapide depuis 1980 (création des lotissements « corvée du pont » et « sous le village »).
À partir du XXe siècle, l’essor économique de la région a permis à une grande partie de la population d’abandonner le travail de la terre pour se tourner vers le monde industriel.

## Culture locale et patrimoine

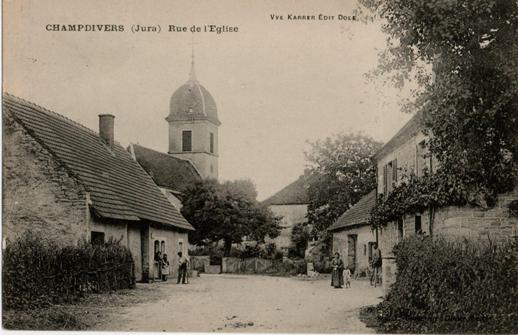
Rue de l'église (début XXe siècle).

### Lieux et monuments

#### Le château
L'antique manoir des nobles sires de Champdivers s'élevait au centre du village, sur une motte artificielle, haute de plus de dix mètres, qu'entouraient des fossés larges et profonds. Il était situé à l'extrémité sud-ouest du village actuel. Ce château servit certainement de point de départ au village. Au XIVe siècle celui-ci était construit autour de trois rues : la rue commune ou rue d'aval, qui donnait à l'ouest sur l’accès au château et à l'est sur la place du Moustier, la grande rue et la petite rue).
On reconnait encore les traces des fossés et de l'éminence, dans un champ situé entre la rue du château et la rue du finage. Ce lieu, qu'on appelle la « cave », à cause de la découverte de souterrains. Après la destruction de la forteresse par les troupes du roi Louis XI, de 1477-1479, les seigneurs de Champdivers firent reconstruire un château à la moderne dans lequel ils habitent jusqu'à la fin du XVIe siècle. En 1636, pendant la guerre de Dix Ans, le château fut brûlé par les Français.
Au début du XVIIIe siècle, la famille Buson, propriétaire de la seigneurie, fait construire une maison seigneuriale et des dépendances de chaque côté de la petite rue (rue Odette-de-Champdivers actuelle). On trouve d'un côté la maison seigneuriale, un colombier, la grange, des écuries et un beau jardin et de l'autre côté des granges et écuries, une maison servant de grenier (toujours existante dans cette rue). La famille Buson se réservant deux chambres chez le fermier lorsqu’ils venaient à Champdivers.

#### La Borde-Dame-Nicole
Les archives de l’hôpital de Dole nous apprennent que la grange ou « Borde Dame-Nicole » existait déjà au XIVe siècle.
En 1421, « les grangiers » déclarent en justice qu’ils en jouissent « depuis soixante ans », et qu’elle relève de la seigneurie de Longwy, peut-être depuis le mariage entre Mathée de Longwy et Alix de Vienne, en janvier 1324, et où Odot de Champdivers, écuyer, figure comme témoin ; cette Alix de Vienne est sûrement à l’origine du lieudit « Corvée Dame-Alix ».
Il y a lieu de penser que l’appellation « Dame Nicole » a une origine toute semblable.[Interprétation personnelle ?]
Les rapports étaient étroits entre les grangiers et les habitants de Champdivers. Un grand procès les opposa, à la fin du XVe siècle, au sujet du droit de passage des bestiaux de la Borde sur le territoire de Champdivers ; on y apprend que le droit de « vaisne pasture » existait  sur tout le territoire.
Cette terre était à l’époque  étrangère à la seigneurie de Champdivers. Appartenant ensuite à la famille de Grammont, la Borde est acquise en 1531 par les Thomassin et les Vaulchier du Deschaux, la part de ceux-ci passant ensuite aux Camus et aux Colard, de Dole, tous fraîchement anoblis de robe au Parlement de Dole.
En 1592, Claude et Marc Thomassin pour leur moitié, les Camus et les Colard pour la leur, faisaient le dénombrement du domaine : un meix, deux maisons, 70 journaux de terre et 17 voitures dans la première, située sur Saint-Aubin ; un meix, une maison, à peu près autant de terres et de prés dans la seconde, situés en partie sur le territoire de Champdivers.

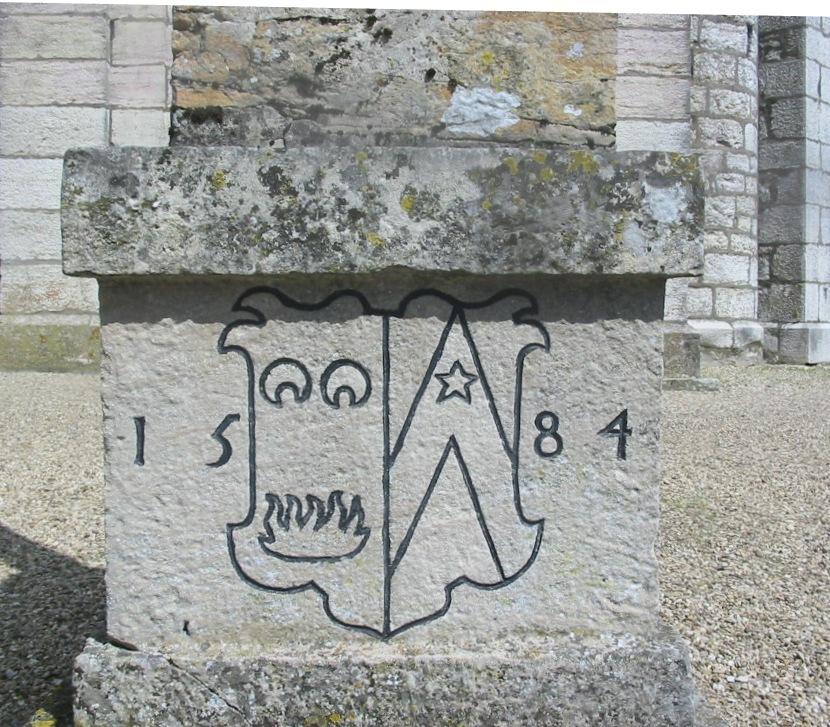
Armes des familles Camus et Colard.

Les Camus et les Colard  se font ériger au cimetière du village, devant la porte de l’église, une croix de pierre encore debout, qui porte la date de 1584 et les armes des deux familles réunies : à gauche celle des Colard et à droite celle des Camus.
En 1635, la famille Buson de Besançon reprend la seigneurie de Champdivers à la famille de Champdivers. En 1656, le noble Étienne Colard, docteur ès-droit, par son testament, fera donation de sa part à l’hôpital neuf de Dole, qui est resté propriétaire jusqu’au début du XXe siècle. Tout au long du XVIIIe siècle, des habitants de Champdivers sont fermiers à la Borde. À la fin du XVIIIe, Joseph Brelot, acquéreur de biens nationaux, habitant à la Borde Dame Nicole, rachète une partie des biens de la Famille Buson de Besançon, qui pendant plus de cent cinquante ans, administra la seigneurie de Champdivers.
Propriété de l’hôpital de Dole, la Borde fut exploitée ensuite par M. Auburtin, ancien officier supérieur de cavalerie, chevalier de la légion d’honneur. L’agriculture du canton de Chemin doit à ce propriétaire des nouvelles méthodes de travail ainsi que l’introduction de nouveaux instruments, entre autres, la charrue Grangé.
Les familles Visenne, Besançon et Mareschal s’installeront ensuite à la Borde. Actuellement, les familles Mareschal habitent toujours ce petit bout de terre coincé entre Champdivers, Peseux et Saint Aubin.

#### L'église Saint-Germain
L'église Saint-Germain fut érigée au XVIIIe siècle. À proximité se trouve un calvaire du XVIIe siècle.

#### La Fromagerie
Cette fromagerie, attestée en 1857, 8 rue Odette-de-Champdivers, est inscrite à l'IGPC depuis 1989.

### Blason de la commune de Champdivers

commune de Champdivers

«D’azur au chevron d’or, surmonté d’une couronne murale, tenu par un lion d'or couronné et épis de blé d'or sur une banderole en terrasse »
Ce blason reprend les armes de la famille de Champdivers « d'azur au chevron d'or » propriétaire de la seigneurie de Champdivers du XIIe au XVIIe siècle, les épis de blé représentent la richesse agricole de la terre du Finage, le lion couronné représente Jura, au sommet sont représentées les ruines de l'ancien château. Le nom de la commune est inscrit dans un parchemin sur fond blanc, symbolisant la couleur du sel, témoin du développement industriel du XXe siècle.

### Origine du nom des rues

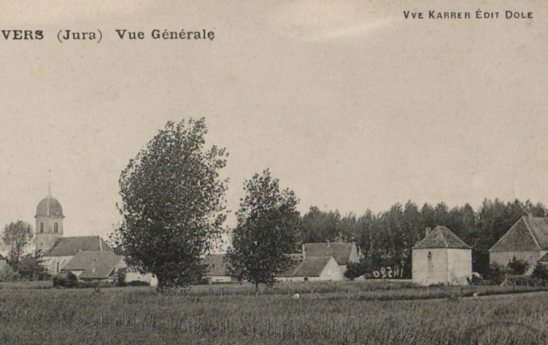
Le colombier, au premier plan à droite.

- grande rue : connue depuis le Moyen Âge sous le même nom, elle finissait sur "la place du moustier" (place de l'église actuelle. Route départementale RD13 à l'entrée du village puis RD332 après le rond-point.
- rue Odette-de-Champdivers : elle porte le nom de la favorite du roi Charles VI. Au Moyen Âge, elle se nommait "la petite rue" et elle rejoignait "la grande rue" sur "la place du moustier" (moustier : mot ancien qui s'est vulgarisé désignant église, chapelle, monastère)
- rue du Château : au Moyen Âge, cette rue donnait sur l’accès au château et se nommait "la rue commune" ou "rue d'aval".
- rue des Casernes : Il paraît qu'au temps des romains, les soldats prenaient leurs quartiers le long de cette rue qui bordait l'ancien cours du Doubs.
- rue du Finage : autrefois appelé "chemin des margandiers" (margandiers : contrebandiers en ancien français), cette route départementale RD13 en direction de Peseux ouvre sur cette plaine du finage.
- rue de la Croix-Bleue : cette ancienne rue, dénommée aussi "sentier aux prêtres" permettait de rejoindre Molay en passant devant une croix en bois (qui n'existe plus) en direction de "la croze".
- rue du Colombier : cette rue, crée en 2002, est à proximité de l'emplacement du colombier de la maison seigneuriale de la famille Buson.
- rue du Doubs : cette route départementale RD332 se dirige et porte le nom de cette rivière : le Doubs.
- rue des Tilleuls
- rue Jacques-de-Molay : cette rue en direction de Molay, porte le nom de Jacques de Molay, (vers 1245-1314), dernier maître des Templiers.
- rue des Écoles : dans cette rue se trouve l'entrée de l'école.
- rue des Lilas : dénommée aussi « la riotte », cette rue fut bordée de chaque côté par de magnifiques lilas.
- rue des Mésanges : dénommée aussi rue de l'ancien maire.
- rue de l'Épi : rue crée pour desservir un lotissement de cinq parcelles, elle tire son nom du lieu-dit « l'épi de buchailles »).
- rue de la Corvée : (rue des corvées)  cette rue traverse les anciennes corvées seigneuriales : corvée du pont, corvée de l'orme, corvée neuve et corvée du Breuil.

### Personnalités liées à la commune
- Odette de Champdivers (1390-1425), maîtresse du roi Charles VI de 1407 à 1422, lui donna une fille : Marguerite de Valois (1407-1458), légitimée par le roi Charles VII.
- Raoul de Champdivers (XVIIe siècle), personnage imaginaire, dont les aventures à l'époque de Lacuzon (XVIIe siècle) sont narrées par Xavier de Montépin dans Le Médecin des pauvres, paru en 1861.
- Jean Brelot (1909-1970), historien, professeur d'histoire au lycée Rouget-de-Lisle de Lons-le-Saunier, chargé de cours à la Faculté des lettres de Besançon. Ancien président de la Société d'émulation du Jura. Publications : Terre et seigneurie de Champdivers 1963 - Histoire de Lons-le-Saunier 1957, Histoire de la franche-Comté 1969, Historique du Lycée Rouget de Lisle, etc.